# Terapia dirigida
Terapias dirigidas o terapias dirigidas molecularmente es una de las principales modalidades de tratamiento médico (farmacoterapia) para el cáncer, otros son la terapia hormonal y la quimioterapia citotóxica. Como una forma de medicina molecular, es dirigida por bloques de terapia en el crecimiento de las células cancerosas al interferir con moléculas dirigidas específicas necesarias para la carcinogénesis y el crecimiento tumoral, en lugar de simplemente interferir con todas las células que se dividen rápidamente (por ejemplo, con la quimioterapia tradicional). Debido a que la mayoría de los agentes para terapia dirigida son productos biofarmacéuticos, el término terapia biológica a veces es sinónimo de terapia dirigida cuando se utiliza en el contexto de la terapia del cáncer (y por lo tanto se distingue de la quimioterapia, es decir, la terapia citotóxica). Sin embargo, las modalidades se pueden combinar; conjugados de anticuerpo-fármaco se combinan biológicamente para atacar a los mecanismos citotóxicos en una terapia dirigida.
Se espera que las terapias dirigidas contra el cáncer puedan ser más eficaces que las antiguas formas de tratamientos y menos perjudiciales para las células normales. Muchas terapias dirigidas son ejemplos de la inmunoterapia (el uso de los mecanismos inmunes para objetivos terapéuticos) desarrollados por el campo de la inmunología del cáncer. Por lo tanto, como inmunomoduladores, se vuelven un tipo de modificadores de la respuesta biológica.
Sí están dirigidas a terapias para el cáncer de mama, mieloma múltiple, linfoma, cáncer de próstata, melanoma y otros cánceres
.
Los experimentos definitivos que mostraron que la terapia dirigida sería invertir el fenotipo maligno de las células tumorales implicando tratamiento de células Her2/neu transformadas con anticuerpos monoclonales in vitro e in vivo por el laboratorio de Mark Greene, esto a través de un informe de 1985.
Algunos han cuestionado el uso del término, afirmando que las drogas por lo general asociadas con el término no son lo suficientemente selectivas.  Es por eso que "Terapia dirigida" sale entre comillas en algunos lugares. Las terapias dirigidas también pueden ser descritas como "quimioterapia" o "la quimioterapia no citotóxico", como "la quimioterapia" significa estrictamente como "el tratamiento con productos químicos" únicamente. Pero en el uso de "quimioterapia" médica y general ahora se utiliza sobre todo específicamente para la quimioterapia citotóxica "tradicional".

## Tipos
Las principales categorías de terapia dirigida son actualmente  pequeña moléculas  y  anticuerpos monoclonales. 

### Inhibidores de la tirosina quinasa (pequeñas moléculas)

Mechanismo de imatinib

Muchos son inhibidores de la tirosina quinasa.
- Imatinib mesilato (Gleevec, también conocido como STI-571) está aprobado para leucemia mielógena crónica, tumor del estroma gastrointestinal y algunos otros tipos de cáncer. Los primeros ensayos clínicos indican que imatinib puede ser eficaz en el tratamiento de dermatofibrosarcoma protuberans.
- Gefitinib (Iressa, también conocido como ZD1839), se dirige a la receptor del factor de crecimiento epidérmico (EGFR) tirosina quinasa y está aprobado en los Estados Unidos de células no pequeñas de  cáncer de pulmón.
- Erlotinib (comercializado como Tarceva). El erlotinib inhibe el receptor del factor de crecimiento epidérmico,[6] y funciona a través de un mecanismo similar al gefitinib. El erlotinib se ha demostrado que aumenta la supervivencia en células bi pequeñas como las del cáncer de pulmón metastásico  cuando se utiliza en los tratamientos de segunda línea. Debido a este hallazgo, erlotinib ha sustituido a gefitinib en este entorno.
- Sorafenib (Nexavar)[7]
- Sunitinib (Sutent)
- El dasatinib (Srycel)
- Lapatinib (Tykerb)
- El nilotinib (Tasigna)
- Bortezomib (Velcade) induce el apoptosis inhibidor del proteasoma fármaco que hace que las células cancerosas se sometan a la muerte celular al interferir con las proteínas. Está aprobado en los Estados Unidos para tratar la mieloma múltiple que no ha respondido a otros tratamientos.
- La modulador selectivo del receptor estrogénico tamoxifeno ha sido descrito como el fundamento de la terapia dirigida.[8]
- Janus quinasa de inhibidores, por ejemplo el tofacitinib lo cual es probado por la FDA.
- ALK inhibidores, por ejemplo, crizotinib
- Bcl-2 inhibidores por ejemplo, obatoclax en los ensayos clínicos, navitoclax y gosipol.[9]
- PARP inhibidores s (por ejemplo iniparib, olaparib en los ensayos clínicos)
- PI3K inhibidores s (por ejemplo, perifosine en un ensayo de fase III)
- Apatinib Es un selectivo inhibidor de VEGF receptor 2 que ha demostrado estimular la actividad antitumoral en una amplia gama de tumores malignos en los ensayos clínicos.[10] Apatinib se encuentra actualmente en desarrollo clínico para el carcinoma gástrico metastásico, cáncer de mama metastásico y carcinoma hepatocelular avanzado.[11]
- AN-152, (AEZS-108) doxorrubicina vinculada a [D-Lys (6)] -. LHRH, resultados de la Fase II para el cáncer de ovario.[12]
- BRAF inhibidores (vemurafenib, dabrafenib, LGX818) son utilizados para tratar la metástasis melanoma que alberga la mutación BRAF V600E
- MEK inhibidores (trametinib, MEK162) se utilizan en los experimentos, a menudo en combinación con inhibidores de BRAF para tratar la melanoma
- CDK inhibidores son, por ejemplo, PD-0332991, LEE011 en los ensayos clínicos
- Hsp90 inhibidoress, algunos en los ensayos clínicos
- salinomicina ha demostrado la potencia en matar las células madre del cáncer  en ambos tumores de mama creadas en laboratorio y de origen natural en ratones.

### Pequeños conjugados de fármaco de molécula
- Vintafolide es una pequeña molécula de conjugado de droga consiste en una pequeña molécula diana es el receptor de folato. Actualmente se encuentra en ensayos clínicos para el cáncer de ovario resistente al platino (ensayo PROCEED ) y un (TARGET ensayo ) estudio de fase 2b en el carcinoma de pulmón de células no pequeñas (NSCLC).[13]

### Las serina / treonina quinasa (pequeñas moléculas)
- El temsirolimus (Torisel)
- Everolimus (Afinitor)
- Vemurafenib (Zelboraf)
- Trametinib (Mekinist)
- Dabrafenib (Tafinlar)

### Los anticuerpos monoclonales
Varios están en desarrollo y unos pocos han sido autorizados por la FDA. Ejemplos de anticuerpos monoclonales con licencia incluyen:
- Rituximab (comercializado como MabThera o Rituxan) objetivos CD20 que se encuentran en las células B. Se utiliza en linfomano Hodgkin
- Trastuzumab (Herceptin) se dirige al receptor Her2 / neu (también conocido como ErbB2) expresado en algunos tipos de cáncer de mama
- Alemtuzumab
- Cetuximab (comercializado como Erbitux) y panitumumab objetivo el receptor del factor de crecimiento epidérmico (EGFR). Se utilizan en el tratamiento de cáncer de colon y cáncer de pulmón de células no pequeñas.
- Bevacizumab (comercializado como Avastin) objetivos que circula ligando VEGF. Está aprobado para su uso en el tratamiento del cáncer de colon, cáncer de mama, cáncer de pulmón de células no pequeñas, y está en fase de investigación para el tratamiento del sarcoma. Se ha recomendado su uso para el tratamiento de tumores cerebrales.[14]
- Ipilimumab (Yervoy)

Se están desarrollando muchos conjugados anticuerpo-fármaco (ADC). Ver también (terapia profármaco enzima Anticuerpo dirigida) ADEPT.

## Progreso y futuro
En los EE. UU., el Programa de Desarrollo Objetivos Moleculares del Instituto Nacional del Cáncer tiene como objetivo identificar y evaluar dianas moleculares que pueden ser candidatos para el desarrollo de fármacos.